# Parafia Świętej Trójcy w Słaboszewie
Parafia Świętej Trójcy w Słaboszewie – rzymskokatolicka parafia należąca do dekanatu mogileńskiego. Przy kościele znajduje się parafialny cmentarz z 1935 roku.

## Rys historyczny
Początkowo wieś nazywała się Sławoszewo. Pierwsza wzmianka o właścicielu wsi pochodzi z 1395 roku, mowa tu o Lutoborze. Od 1405 miejscowość należy do arcybiskupów gnieźnieńskich. W 1795 roku wcielona zostaje do domeny Mogilno.
Parafia powstała w XIV wieku. Z 1442 roku pochodzi pierwsza wzmianka o proboszczu. W XVII wieku kościół popadł w ruinę, a wieś weszła w skład parafii w Szczepanowie. Parafię po raz drugi erygowano w 1935 roku.

## Księgi metrykalne
Księgi metrykalne: 
- ochrzczonych od 1935 roku
- małżeństw od 1935 roku
- umarłych od 1935 roku

## Zasięg parafii
Miejscowości należące do parafii: Białe Błota, Krzekotowo, Mierucin, Mierucinek, Mokre, Słaboszewko, Słaboszewo, Szeroki Kamień.